# Castel Kammer (Maishofen)
Castel Kammer (Schloss Kammer in tedesco) si trova nel comune austriaco di Maishofen nel Distretto di Zell am See appartenente al Land Salisburghese e la sua storia inizia nel XV secolo.

## Storia
I signori di Kammer vengono menzionati su documenti già a partire dal 1276 ma non è sicuro che siano legati al castello che porta quel nome a Maishofen. L'edificio viene citato direttamente solo nel 1466 e viene descritto come una fattoria che apparteneva alla riserva di caccia di Polykarp a Dorfheim vicino a Saalfelden. La cronaca della famiglia Kuen scritta nel 1711 testimonia che nel 1582 il barone Dietrich von Kuen-Belasy acquistò le due tenute del Kammerhof da Peter Kammerer e da suo genero riuscendo a sostituire il feudo della famiglia Hunt in libera proprietà. Il barone viene considerato il costruttore della residenza e della cappella gentilizia che fu consacrata nel 1617 e quindi potrebbe essere stato eretta poco prima. Quasi un secolo più tardi, nel 1711, l'ultimo piano dell'edificio residenziale e parte della cappella furono distrutti da un incendio e da quel momento il castello rimase a lungo in rovina. Si pensò al trasferimento della cappella ma i cittadini di Zell si opposero quindi il luogo di culto venne ricostruito e restaurato dove si trovava intorno al 1713. Il pronipote di Dietrich, Max Johann Preisgott, che manteneva il titolo di conte Kuen-Belasy, vendette le due vicine signorie di Kammer e Prielau ai vescovi di Chiemsee nel 1722. I due catelli da quel momento vennero affidati a custodi vescovili. Il castello venne ricostruito in parte e il piano terra tardo gotico ancora in buono stato venne conservato. Nel 1785 la tenuta venne affittata a Josef Neumayer che, dopo la secolarizzazione della dieocesi seguita al periodo napoleonico, l'acquistò dal Tesoro bavarese in un'asta che si tenne nel 1812. La famiglia Neumayer è rimasta da allora sempre proprietaria del castello. Nel 1994 è stato ampiamente restaurato e viene utilizzato come sede alberghiera.

## Descrizione

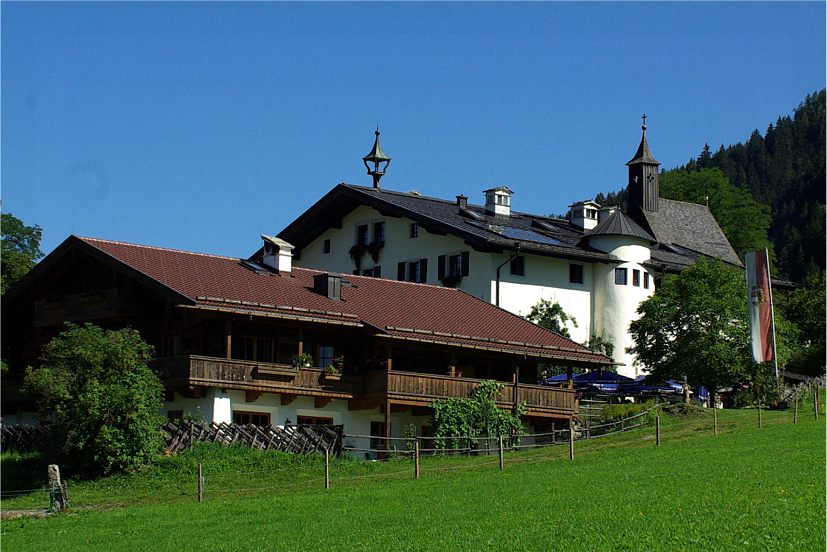
Castel Kammer

Castel Kammer si trova nella parte orientale del comune austriaco di Maishofen nel Distretto di Zell am See appartenente al Land Salisburghese. Dopo la sua ristrutturazione realizzata nel XVIII secolo conserva l'aspetto di una grande fattoria salisburghese. Preceduto da un grande prato mostra una grande facciata a capanna con due spioventi e sui lati ha torrette e merlature che risalgono al XIX secolo quindi non hanno mai svolto alcuna funzione militare o di difesa. Il portale principale è relativamente basso ed architravato in pietra. Sopra si conserva lo stemma di famiglia del XIX secolo sovrastato dal balcone che si appoggiante su due mensole. Sulla facciata è presente anche un orologio. Gli angoli dell'edificio sono rinforzati da contrafforti e Sulla facciata a sud si trova una stretta torre con scala. Sul tetto si alza un piccolo campanile con copertura a forma piramidale. Nel piano terra del periodo tardogotico vi sono due volte a crociera ognuna con una colonna centrale. La cappella del castello è unita alla struttura ed è rivolta verso la montagna. Questa cappella è di notevole altezza e supera quella del castello. Il presbiterio rotondo è direttamente collegato alla piccola sagrestia e la sua sala è accessibile dal corridoio centrale al primo piano mentre la sua stretta galleria è accessibile dal secondo piano. Il soffitto piatto è arricchito di uno stucco che imita uno specchio. L'altare è una copia di quello della nuova chiesa parrocchiale di Maishofen risalente al 1863. La pala d'altare raffigura la Visitazione di Maria. Il grande salone del piano terreno viene utilizzato per il servizio di ristorazione alberghiera.

### Bene architettonico tutelato
Castel Kammer dal 1993 è stato posto sotto tutela dei monumenti da parte della Repubblica austriaca col numero 47179.